# Dendronephthya tenuis
Dendronephthya tenuis is een zachte koraalsoort uit de familie Nephtheidae. De koraalsoort komt uit het geslacht Dendronephthya. Dendronephthya tenuis werd in 1960 voor het eerst wetenschappelijk beschreven door Tixier-Durivault & Prevor. 